# Aiguaviva de Bergantes
Aiguaviva de Bergantes (Aguaviva oficialment en castellà) és un municipi del Baix Aragó, històricament considerat del Matarranya.

## Història
Aiguaviva se situa a la confluència dels rius Guadalop i Bergantes, al límit històric dels regnes d'Aragó i de València. La població, estable fins al 1930, ha disminuït de més de la meitat des d'aleshores. El conreu de regadiu (400 hectàrees) aprofita les aigües del Guadalop a través de séquies administrades per una comunitat de regants. El secà (vinya, cereals i oliverar) ocupa unes 820 hectàrees, i a les terres no conreades (2800 hectàrees), cobertes en part de romaní i de carrasca, hi pasturen més de mil caps de bestiar, especialment oví i cabrum. Al segle xviii tenia importància el conreu de moreres als marges de les feixes, les fulles de les quals eren destinades a la cria dels cucs de seda. Les terres de conreu estan força repartides i, en general, són explotades pels propietaris. La vila (677 hectàrees [1981], aiguavivans; 549 m alt), gairebé equidistants d'ambdós rius, fou reconquerida al final del segle xii per Alfons I. Al temple parroquial de Sant Llorenç, del segle xviii, són venerades quatre hòsties consagrades, les quals, segons la tradició, se salvaren de l'incendi que el 1475 destruí l'antiga església. Durant la Primera Guerra Carlina fou batuda a Aiguaviva, el 29 d'abril de 1838, la partida del guerriller carlí Lluís Badoy (batalla d'Aiguaviva).

## Lingüística
El parlar d'Aiguaviva, al límit lingüístic del català amb el castellà, té unes característiques peculiars, que no es retroben exactament en cap altra població veïna, amb l'excepció de la Ginebrosa, a causa de l'aïllament de la vila de la resta del territori catalanòfon (els seus habitants tenen més relació amb Morella i amb Alcanyís que no pas amb Vall-de-roures).
Té com a particularitats fonètiques davant el català general: manca dels fonemes [ɛ] [ɔ] el primer substituït, en determinats casos, per l'articulació [ja]: [pjál] per pèl; interdental fricativa sorda [θ] com a resultat de c davant e i i: (θẹles], (θiştéla] per celles, cistella; articulació apicointerdental africada sonora [d] com a resultat del grup de c davant e i i: [dọðe] per dotze; articulació d dels grups romànics contínua (l,n,r)+c davant ei i i: [dọņðẹla], [katorðe] per donzella, catorze, i inversió del grup tl procedent de t'l, que passa a ld: [ŕɔlde] en lloc de la forma rotlle o rotle.
Com a particularitat morfològica, cal destacar el fet que a la primera persona del singular del present de subjuntiu de la primera conjugació empren una <a>: que jo canta.